# Théâtre du Gymnase (Marseille)
Pour les articles homonymes, voir Théâtre du Gymnase.

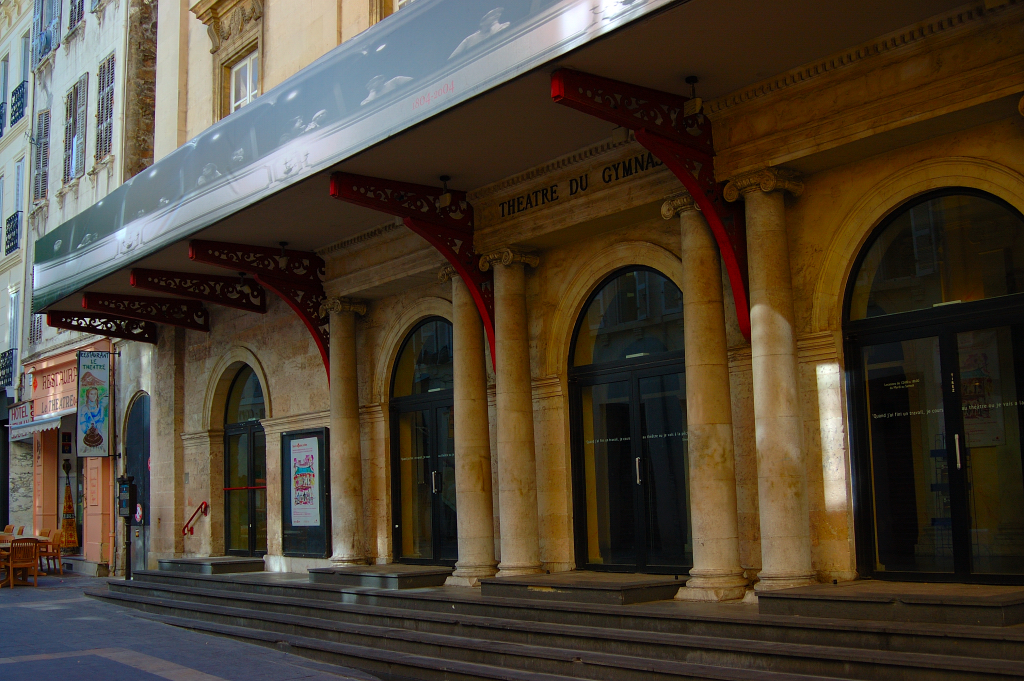
Entrée du théâtre.

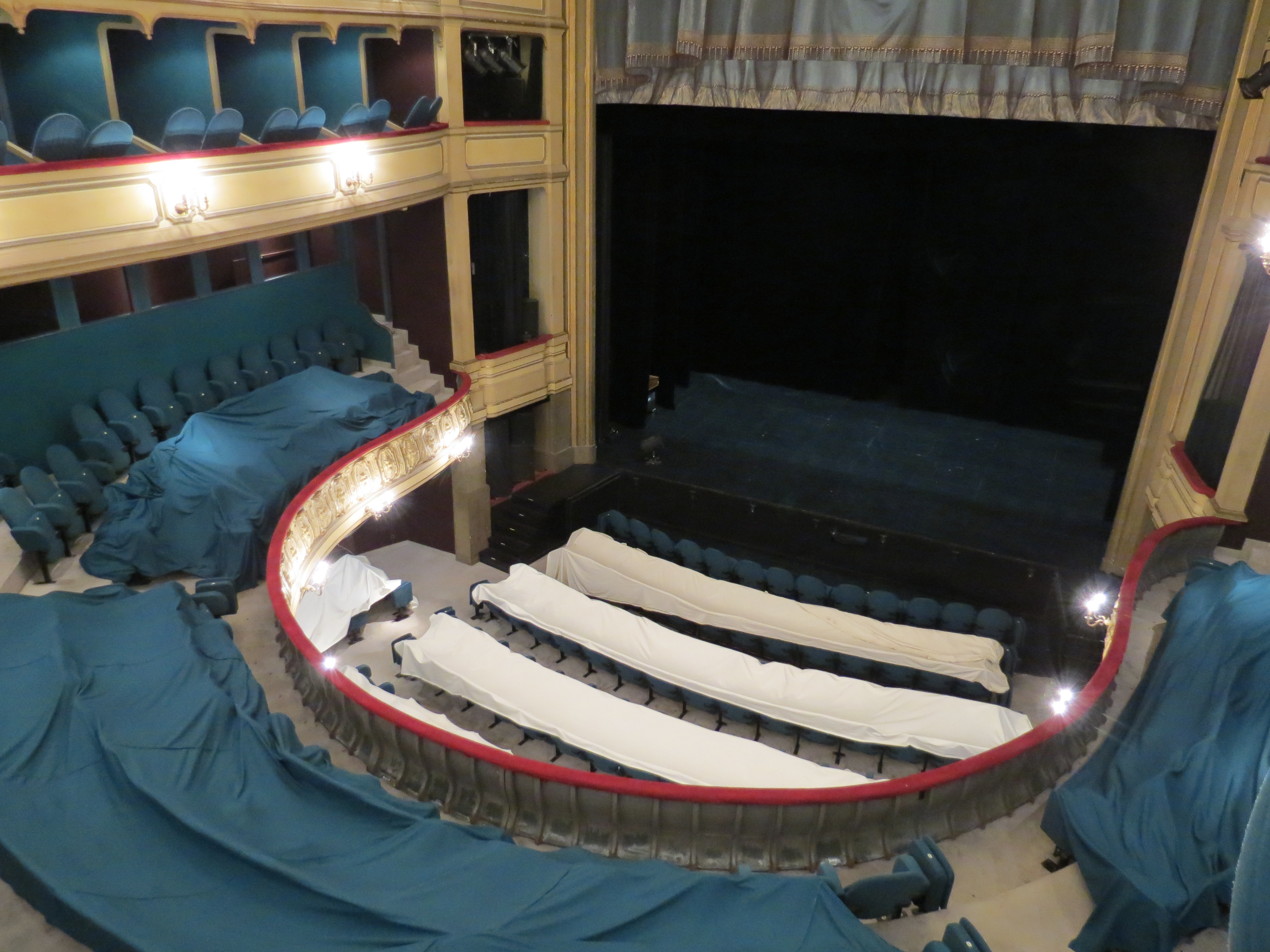
Salle et scène.

Le théâtre du Gymnase est un théâtre situé sur la Canebière à Marseille, dans le quartier Thiers.

## Historique
Le théâtre à Marseille commence à prendre une réelle importance au XVIIe siècle. Plusieurs salles de spectacle sont construites, dont le Grand Théâtre (actuel Opéra Municipal) inauguré le 31 octobre 1787, consacré à l'opéra et la tragédie.  
Un ancien acteur du Grand Théâtre, Giraud Destinval, décide de construire un nouveau théâtre, consacré à la comédie et l'opérette. En 1800, il achète le bâtiment de l'ancienne chapelle du Couvent des Lyonnaises, Religieuses de l'ordre de Saint François, couvent en partie détruit pendant la Révolution. La première pierre est posée le 7 mars 1801 par l'architecte Paul Audibert sous la direction de Defougere, ingénieur au Département. Le Théâtre est inauguré le 13 septembre 1804 et baptisé Théâtre Français pour marquer  sa vocation pour la littérature française.   
Il prend le nom de Gymnase le 1er septembre 1834.  
On y joue alors des vaudevilles, la comédie, des mélodrames, le romantique ou les pièces provençales. Les grandes vedettes parisiennes s'y produisirent :  Désaugiers, Mademoiselle George, Hadingue[Qui ?], Genin[Qui ?], Simon Baret[Qui ?], Sarah Bernhardt, Gaby Deslys[réf. nécessaire].
À partir du Second Empire, on y joue alors des opérettes.
Le Gymnase a alors "une position secondaire" par rapport au Grand Théâtre, en effet une loi décrétée par Napoléon 1er en 1806, n'autorise les grandes villes, hormis Paris, à ne disposer que de deux théâtres - situation qui perdure jusqu'au Second Empire.  
Au XXe siècle, il reprend son rôle de salle de théâtre avec des acteurs comme Louis Jouvet, Jean Weber, mais aussi comme salle de concert avec Jacques Brel, Reda Caire ou Charles Aznavour et Franck Pourcel  musicien et neveu du Père Franck.
Durant la Seconde Guerre mondiale, sous la direction de monsieur Franck, le guichet du poulailler à la caisse du théâtre est tenu par Voline.
Le théâtre est un lieu de rendez-vous pour les étudiants qui assistent aux représentations des œuvres étudiées en cours. Sont jouées dans les années 1950 des pièces telles que L'École des femmes, dont les décors étaient réalisés par Christian Bérard, ou encore Les Fourberies de Scapin, avec Jean-Louis Barrault.
Le théâtre ferme ses portes en 1980 pour des raisons de vétusté et rouvre en 1986 avec la reprise par la municipalité et le mécène américain Armand Hammer. Toujours un lieu de la culture artistique marseillaise, il travaille en coopération avec le lycée Thiers adjacent. Il est dirigé par Dominique Bluzet, également directeur du Grand Théâtre de Provence et du Théâtre du Jeu de Paume à Aix-en-Provence.
En 2019, la municipalité de Marseille lance un programme de réfection du théâtre afin de d'améliorer le confort et le mettre aux normes.
En octobre 2021 il est fermé pour trois ans de travaux au moins. En février 2025, il est annoncé que sa réhabilitation complète devrait commencer en octobre de la même année et nécessiter 21 mois de travaux.

## Architecture
Le Gymnase est un théatre à l'italienne.

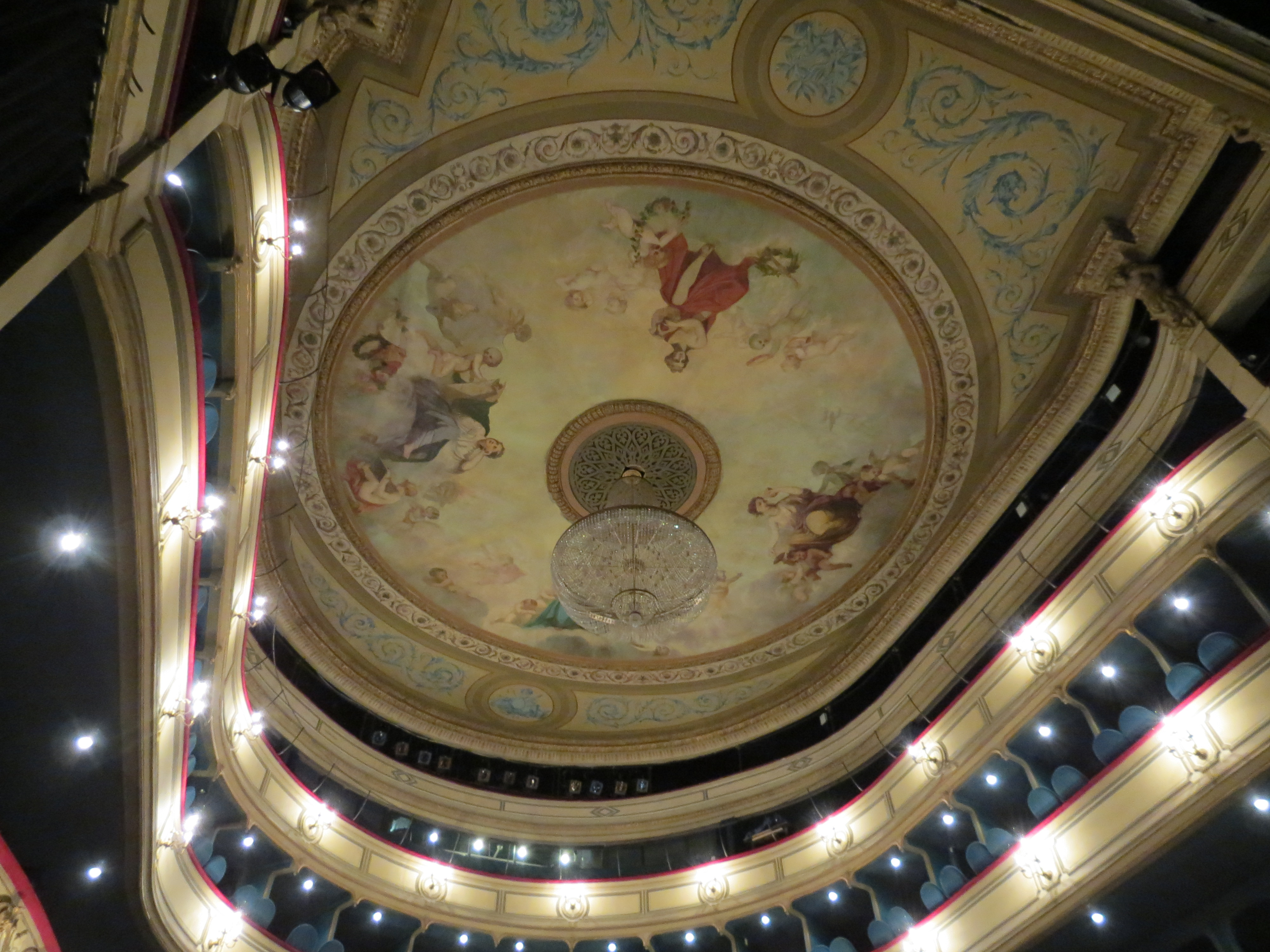
Plafond, peint par Henri Gabelier, peintre marseillais, autour des années 1900.

## Direction
- Franck Esposito[7]
- Tony Reynault [8]
- Antoine Bourseiller (de 1969 à 1975)[9]
- Marcel Marechal (1975 à 1981)[10]
- Patrick Bourgeois[réf. souhaitée]
- Dominique Bluzet (1993 - ...)[11]